# Sakahogi
Sakahogi (jap. 坂祝町 Sakahogi-chō) – miasto w Japonii, na wyspie Honsiu, w prefekturze Gifu. Według danych na rok 2020 miejscowość zamieszkiwało 8 071 mieszkańców , a gęstość zaludnienia wyniosła 627,1 os./km².